# Gabino Díaz Merchán
Gabino Díaz Merchán (ur. 26 lutego 1926 w Mora, zm. 14 czerwca 2022 w Oviedo) – hiszpański duchowny rzymskokatolicki, w latach 1969-2002 arcybiskup Oviedo.

## Życiorys
Święcenia kapłańskie przyjął 13 lipca 1952. 23 lipca 1965 został mianowany biskupem Guadix. Sakrę biskupią otrzymał 22 sierpnia 1965. 4 sierpnia 1969 objął rządy w archidiecezji Oviedo. 7 stycznia 2002 przeszedł na emeryturę.